# Dialectica cordiaecola
Dialectica cordiaecola là một loài bướm đêm thuộc họ Gracillariidae. Loài này có ở Nam Phi.
Ấu trùng ăn Cordia caffra. Chúng ăn lá nơi chúng làm tổ.